# Wahlbündnis
Als Wahlbündnis bzw. Wahlplattform wird in Deutschland der Zusammenschluss mehrerer Parteien oder Wählergruppen bei Wahlen bezeichnet.
Diese stammen zumeist aus dem gleichen politischen Lager, zumindest haben sie jedoch ein gemeinsames Wahlziel, das die sonstigen inhaltlichen Differenzen in den Hintergrund treten lässt. Die Grundlagen dieser Zusammenarbeit wird meist ebenfalls als Wahlplattform bezeichnet.
In der Schweiz wird der Zusammenschluss mehrerer Parteien oder Wählergruppen nur als Wahlbündnis bezeichnet. Eine  Wahlplattform ist in der Schweiz dagegen das von den Parteien vor Wahlen veröffentlichte politische Programm für die nächste Legislaturperiode.
Wahlbündnisse werden oft von Oppositionsparteien gegründet, die keine reelle Chance sehen, individuell einen Regierungswechsel herbeizuführen. Mit dem Zusammenschluss sollen die gemeinsamen Energien gebündelt und eine Konkurrenzsituation zwischen den Bündnispartnern, die eine Zersplitterung des Wählerwillens zur Folge haben würde, vermieden werden.
Historische Beispiele für Wahlbündnisse sind Allianz für Deutschland, L’Ulivo, DOS – Reform Serbiens, DEMOS oder Vaterland – Ganz Russland.

## Wahlbündnisse in Deutschland (Bundesebene)
In Deutschland gibt es bei bisher allen Bundestagswahlen eine traditionelle enge Zusammenarbeit zwischen der bayerischen CSU und der in allen anderen Bundesländern agierenden CDU; im Bundestag bilden beide Parteien eine gemeinsame Fraktion.
Vor der Bundestagswahl 2005 schlossen außerdem die bis dahin nur in den Neuen Bundesländern erfolgreiche PDS, die seit 2002 keine Bundestagsfraktion mehr stellte, und die neu entstandene Partei Wahlalternative Arbeit und Soziale Gerechtigkeit (WASG) ein Bündnis, um gemeinsam in den Bundestag einzuziehen und eine in ganz Deutschland konkurrenzfähige Partei links von der SPD aufzubauen. Da das Bundestagswahlrecht keine Listenverbindungen verschiedener Parteien erlaubt, nominierte die (in „Die Linkspartei.PDS“ umbenannte) PDS für dieses Wahlbündnis WASG-Mitglieder auf sogenannten Offenen Listen. Die über diese Liste gewählten Abgeordneten bildeten eine gemeinsame Fraktion „Die Linke“.